# Mistrzostwa Czech w Lekkoatletyce 2001
32. Mistrzostwa Czech w Lekkoatletyce – zawody lekkoatletyczne, które odbyły się 30 czerwca i 1 lipca 2001 na stadionie Střelnice w Jabloncu nad Nysą. Po raz pierwszy rozegrano na nich bieg na 3000 metrów z przeszkodami kobiet, a chód na 20 kilometrów kobiet zastąpił chód na 10 kilometrów.

## Rezultaty

### Mężczyźni
| Konkurencja:                  | Złoto                                                               | Wynik    | Srebro                                                               | Wynik    | Brąz                                                               | Wynik    |
| Bieg na 100 m                 | Vít Havlíček                                                        | 10,52    | Radek Řechka                                                         | 10,53    | Roman Zubek                                                        | 10,57    |
| Bieg na 200 m                 | Jiří Vojtík                                                         | 21,28    | Vít Havlíček                                                         | 21,37    | Jan Mazanec                                                        | 21,57    |
| Bieg na 400 m                 | Karel Bláha                                                         | 46,28    | Václav Bláha                                                         | 46,91    | Jaroslav Teplý                                                     | 46,96    |
| Bieg na 800 m                 | Stanislav Tábor                                                     | 1:49,04  | Karel Znojil                                                         | 1:49,25  | Pavel Soukup                                                       | 1:49,41  |
| Bieg na 1500 m                | Michal Šneberger                                                    | 3:46,74  | Vladimír Pospíšil                                                    | 3:48,89  | Martin Jareš                                                       | 3:49,35  |
| Bieg na 5000 m                | Tomáš Krutský                                                       | 14:09,36 | Michael Nejedlý                                                      | 14:30,72 | Robin Vohlídal                                                     | 14:32,74 |
| Bieg na 10 000 m              | Pavel Faschingbauer                                                 | 29:28,37 | Miroslav Vítek                                                       | 30:22,19 | Jan Bláha                                                          | 30:32,40 |
| Bieg uliczny na 10 km         | Pavel Faschingbauer                                                 | 29:54    | Tomáš Krutský                                                        | 30:37    | Michal Šmíd                                                        | 30:47    |
| Bieg przełajowy na 6 km       | Zdeněk Dúbravčík                                                    | 17,53    | Jiří Miler                                                           | 17:54    | Vladimír Pospíšil                                                  | 17:57    |
| Bieg przełajowy na 9,5 km     | Tomáš Krutský                                                       | 28:29    | Michal Šmíd                                                          | 29,17    | Jan Havlíček                                                       | 29:25    |
| Bieg górski                   | Pavel Faschingbauer                                                 | 33:30    | Roman Skalský                                                        | 34:08    | Miroslav Vítek                                                     | 34:22    |
| Półmaraton                    | Jan Bláha                                                           | 1:08:41  | Richard Pleticha                                                     | 1:09:08  | Miroslav Vítek                                                     | 1:09:48  |
| Maraton                       | Jan Bláha                                                           | 2:15:54  | Pavel Novák                                                          | 2:17:11  | Peter Klimeš                                                       | 2:21:11  |
| Bieg na 110 m przez płotki    | Tomáš Dvořák                                                        | 14,05    | Ladislav Burdel                                                      | 14,44    | Pavel Ďurica                                                       | 14,70    |
| Bieg na 400 m przez płotki    | Jiří Mužík                                                          | 49,32    | Štěpán Tesařík                                                       | 49,62    | Lukáš Souček                                                       | 51,02    |
| Bieg na 3000 m z przeszkodami | Michael Nejedlý                                                     | 8:54,88  | David Gerych                                                         | 8:58,59  | Jiří Miler                                                         | 9:05,54  |
| Sztafeta 4 × 100 m            | Dukla Praha Pavel Rada Roman Zubek Tomáš Černý Jan Kritzbach        | 41,25    | Slavia Praha Jan Stokláska Rudolf Götz Martin Bohman Ludvík Bohman   | 41,77    | Dukla Praha B Vít Zákoucký Petr Hnízdil Petr Šarapatka Pavel Beneš | 42,13    |
| Sztafeta 4 × 400 m            | Dukla Praha Petr Šarapatka Štěpán Tesařík Michal Škvára Karel Bláha | 3:10,51  | Slavia Praha Michal Uhlík Petr Habásko Jindřich Šimánek Václav Bláha | 3:12,20  | USK Praha Jan Hanzl Karel Znojil Jan Pernica Pavel Soukup          | 3:13,17  |
| Chód na 20 km                 | Jiří Malysa                                                         | 1:20:47  | Miloš Holuša                                                         | 1:22:27  | David Šnajdr                                                       | 1:27:53  |
| Chód na 50 km                 | František Kmenta                                                    | 4:08:22  | Jiří Šorm                                                            | 4:11:19  | Miloš Dušek                                                        | 4:59:35  |
| Skok wzwyż                    | Jan Janků                                                           | 2,25     | Jiří Křehula                                                         | 2,19     | Svatoslav Ton                                                      | 2,19     |
| Skok o tyczce                 | Štěpán Janáček                                                      | 5,60     | Martin Kysela                                                        | 5,60     | Petr Špaček                                                        | 5,30     |
| Skok w dal                    | Milan Kovář                                                         | 7,55     | Tomáš Dvořák                                                         | 7,54     | Pavel Loučka                                                       | 7,25     |
| Trójskok                      | Tomáš Cholenský                                                     | 15,68    | Jiří Smetana                                                         | 15,55    | Petr Hnízdil                                                       | 15,54    |
| Pchnięcie kulą                | Petr Stehlík                                                        | 18,71    | Antonín Žalský                                                       | 17,98    | Richard Navara                                                     | 17,80    |
| Rzut dyskiem                  | Libor Malina                                                        | 67,13    | Arnošt Holovský                                                      | 56,28    | Gejza Valent                                                       | 52,14    |
| Rzut młotem                   | Vladimír Maška                                                      | 77,24    | Pavel Sedláček                                                       | 74,72    | Lukáš Melich                                                       | 68,67    |
| Rzut oszczepem                | Miroslav Guzdek                                                     | 77,80    | Michal Šafář                                                         | 75,48    | Patrick Landmesser                                                 | 74,10    |
| Dziesięciobój                 | Pavel Havlíček                                                      | 7253     | Aleš Pastrňák                                                        | 7177     | Milan Kohout                                                       | 7014     |

### Kobiety
| Konkurencja:                  | Złoto                                                                          | Wynik    | Srebro                                                                      | Wynik    | Brąz                                                                            | Wynik    |
| Bieg na 100 m                 | Erika Suchovská                                                                | 11,75    | Pavla Andrýsková                                                            | 11,87    | Markéta Pernická                                                                | 12,02    |
| Bieg na 200 m                 | Lenka Ficková                                                                  | 23,60    | Pavla Andrýsková                                                            | 24,29    | Stanislava Batlíková                                                            | 24,65    |
| Bieg na 400 m                 | Tereza Žížalová                                                                | 53,97    | Klára Dubská                                                                | 54,39    | Eva Horová                                                                      | 55,12    |
| Bieg na 800 m                 | Helena Fuchsová                                                                | 2:02,57  | Petra Sedláková                                                             | 2:03,15  | Renata Hoppová                                                                  | 2:03,61  |
| Bieg na 1500 m                | Renata Hoppová                                                                 | 4:27,06  | Helena Šimková                                                              | 4:29,47  | Marcela Lustigová                                                               | 4:32,19  |
| Bieg na 5000 m                | Jana Klimešová                                                                 | 16:46,06 | Lenka Hanušová                                                              | 16:56,20 | Radka Holubová                                                                  | 17:04,97 |
| Bieg na 10 000 m              | Marie Volná                                                                    | 34:22,43 | Jitka Bělohlávková                                                          | 36:56,91 | Hana Haroková                                                                   | 37:08,93 |
| Bieg uliczny na 10 km         | Petra Drajzajtlová                                                             | 35:05    | Lenka Hanušová                                                              | 36:15    | Radka Churáňová                                                                 | 36:20    |
| Bieg przełajowy na 6 km       | Jana Klimešová                                                                 | 20:11    | Petra Drajzajtlová                                                          | 20:12    | Radka Holubová                                                                  | 20:12    |
| Bieg górski                   | Anna Pichrtová                                                                 | 40:08    | Lenka Hanušová                                                              | 41:13    | Dita Hebelková                                                                  | 43:13    |
| Półmaraton                    | Petra Drajzajtlová                                                             | 1:16:07  | Alena Peterková                                                             | 1:19:17  | Jana Klimešová                                                                  | 1:21:04  |
| Maraton                       | Alena Peterková                                                                | 2:37:07  | Ivana Martincová                                                            | 2:52:39  | Petra Havlová                                                                   | 3:05:10  |
| Bieg na 100 m przez płotki    | Lucie Škrobáková                                                               | 13,52    | Jana Klečková                                                               | 14,03    | Lenka Ostravská                                                                 | 14,18    |
| Bieg na 400 m przez płotki    | Alena Rücklová                                                                 | 57,74    | Lucie Sichertová                                                            | 58,30    | Kateřina Bábová                                                                 | 59,91    |
| Bieg na 3000 m z przeszkodami | Zuzana Rücklová                                                                | 11:06,17 | Lucie Špatenková                                                            | 11:10,10 | Zuzana Kocúmová                                                                 | 11:10,18 |
| Sztafeta 4 × 100 m            | Spartak Praha 4 Zdeňka Tučanová Eva Horová Jana Polívková Stanislava Batlíková | 46,40    | AC Pardubice Petra Seidlová Zuzana Bičíková Adéla Hedvičáková Lenka Ficková | 46,90    | Škoda Plzeň Martina Žabková Kateřina Čelišová Dana Eismanová Jana Šmídová       | 46,91    |
| Sztafeta 4 × 400 m            | Spartak Praha 4 Zuzana Němečková Zdeňka Tučanová Eva Horová Alena Rücklová     | 3:44,54  | Sparta Praha Marie Burešová Jana Klečková Eva Šebrlová Ivana Sekyrová       | 3:45,62  | Slavia Praha Kateřina Burešová Šárka Horsáková Lucie Žirková Jitka Bartoničková | 3:50,09  |
| Chód na 20 km                 | Barbora Dibelková                                                              | 1:42:33  | Monika Choděrová                                                            | 1:47:20  | Ivana Mayová                                                                    | 1:50:08  |
| Skok wzwyż                    | Barbora Laláková                                                               | 1,83     | Jana Klečková Lucie Vavřiková                                               | 1,78     | –                                                                               | –        |
| Skok o tyczce                 | Kateřina Baďurová                                                              | 4,20     | Šárka Mládková                                                              | 4,12     | Michaela Boulová                                                                | 4,05     |
| Skok w dal                    | Lucie Komrsková                                                                | 6,44     | Martina Darmovzalová                                                        | 6,17     | Jana Klečková                                                                   | 6,12     |
| Trójskok                      | Dagmar Urbánková                                                               | 13,30    | Martina Darmovzalová                                                        | 13,02    | Petra Daňková                                                                   | 12,68    |
| Pchnięcie kulą                | Věra Pospíšilová                                                               | 16,92    | Lucie Vrbenská                                                              | 16,10    | Jitka Svatošová                                                                 | 14,20    |
| Rzut dyskiem                  | Vladimíra Racková                                                              | 60,27    | Věra Pospíšilová                                                            | 58,53    | Kamila Hlaváčová                                                                | 47,48    |
| Rzut młotem                   | Lucie Vrbenská                                                                 | 63,99    | Šárka Šmirausová                                                            | 53,01    | Klára Chytrá                                                                    | 52,97    |
| Rzut oszczepem                | Nikola Tomečková                                                               | 61,71    | Barbora Špotáková                                                           | 51,97    | Jarmila Klimešová                                                               | 51,25    |
| Siedmiobój                    | Kateřina Nekolná                                                               | 5689     | Jana Klečková                                                               | 5317     | Barbora Špotáková                                                               | 5306     |